# Rosina Cabrera Ruiz
Rosina Cabrera Ruiz (Los Mochis, Sinaloa) es una investigadora mexicana en el área de bioquímica de proteínas en el Centro de Investigación y Desarrollo en Agrobiotecnología Alimentaria del Consejo Nacional de Ciencia y Tecnología. Su trabajo se enfoca en el área de bioquímica de proteínas, particularmente cuenta con investigaciones en agroecología, particularmente en el control de patógenos de importancia agrícola y sistemas de comunicación celular, tales como quórum-sensing.

## Trayectoria
En 2007 estudió la licenciatura en Ingeniería Bioquímica en el Instituto Tecnológico de Los Mochis, Sinaloa, Mexico. Obtuvo el título de maestría y doctorado en ciencias en el Centro de Investigación en Alimentación y Desarrollo en 2010 y 2015 respectivamente. Ha participado en la Escuela de Biofísica Molecular y varios eventos de divulgación científica organizados por el Centro de Investigación en Alimentación y Desarrollo (CIAD) y la Universidad de Sonora (Unison), así como eventos que promueven la inclusión de la mujer en la ciencia. Adicionalmente formó parte del comité organizador parte del impulsar los sistemas de producción agrícola en el Valle del Mezquital a finales de 2020.

## Publicaciones
Entre sus publicaciones más destacadas se encuentran:
- Huerta-Beristain, G., Cabrera-Ruiz, R., Hernández-Chávez, G., Bolívar, F., Gosset, G., & Martinez, A. (2017). Metabolic engineering and adaptive evolution of Escherichia coli KO11 for ethanol production through the Entner–Doudoroff and the pentose phosphate pathways. Journal of Chemical Technology & Biotechnology, 92, 990-996.
- Ruiz, R. C. (2015). Mecanismo Molecular de acción del sistema quorum sensing NprR-NprRB en la esporulacion de Bacillus thuringiensis.
- Rosina Cabrera, Sharon Palafox-Félix, Ana Isabel Valenzuela-Quintanar. (2019). Estrategias para el control del hongo fitopatógeno Fusarium en el sector agrícola: del control químico al control biológico. Frontera Biotecnológica. 19-26

## Premios y reconocimientos
En 2013 recibió el premio por mejor presentación en categoría oral del trabajo: Cuatro Ciénegas, Coahuila otorgado por la American Society for Microbiology en el III Congreso de Bioquímica y Biología Molecular de Bacterias. Forma parte del Sistema Nacional de Investigadores. 